# NGC 2737

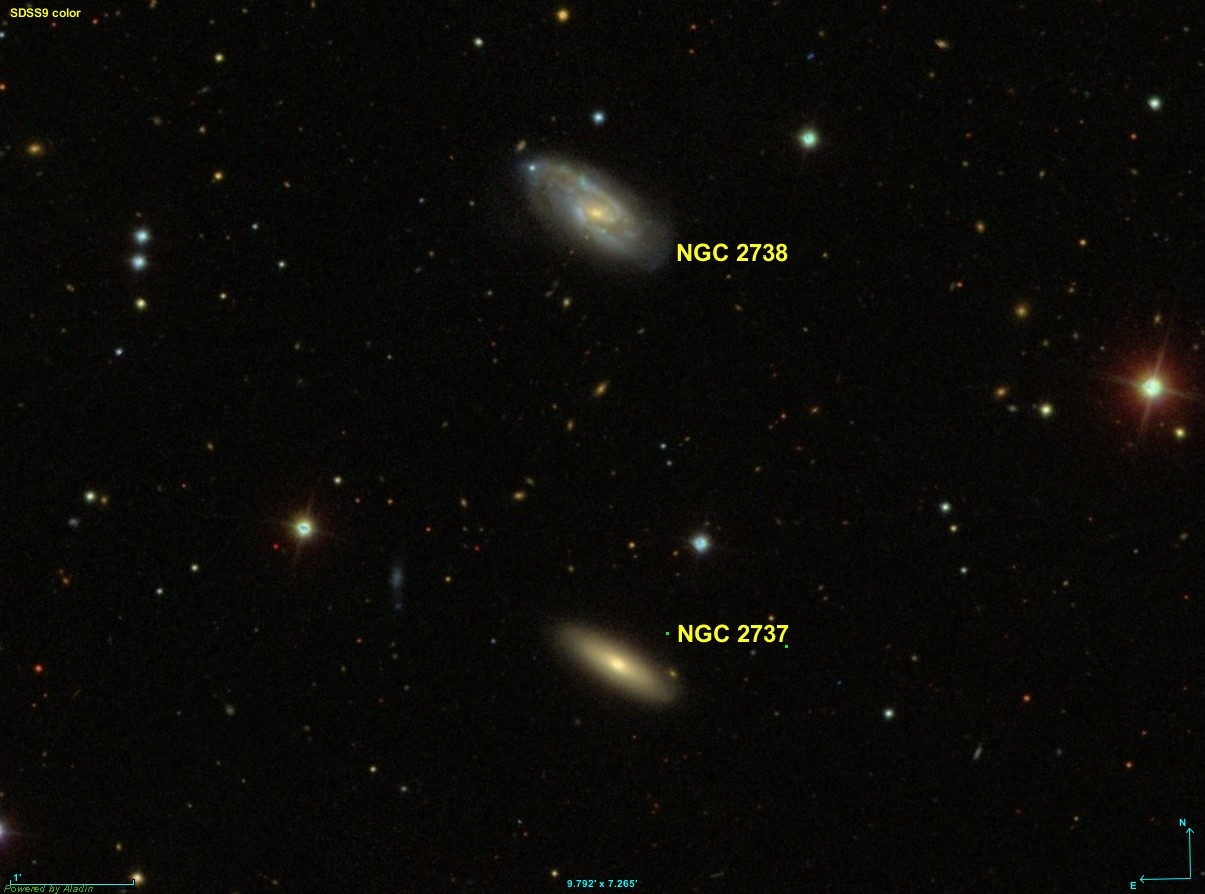
NGC 2737 et NGC 2738 sont probablement en interaction gravitationnelle.

NGC 2737 est une galaxie spirale située dans la constellation du Cancer. NGC 2737 a été découverte par l'astronome prussien Heinrich d'Arrest en 1863.

## Caractéristiques
Sa vitesse par rapport au fond diffus cosmologique est de 3 417 ± 19 km/s, ce qui correspond à une distance de Hubble de 50,4 ± 3,5 Mpc (∼164 millions d'al).
À ce jour, une mesure non basée sur le décalage vers le rouge (redshift) donne une distance d'environ 43,500 Mpc (∼142 millions d'al). Cette valeur est à l'extérieur mais compatible avec les valeurs de la distance de Hubble. Notons cependant que c'est avec la valeur moyenne des mesures indépendantes, lorsqu'elles existent, que la base de données NASA/IPAC calcule le diamètre d'une galaxie et qu'en conséquence le diamètre de NGC 2737 pourrait être d'environ 19,7 kpc (∼64 300 al) si on utilisait la distance de Hubble pour le calculer.
La classe de luminosité de NGC 2737 est I-II.

## Groupe de NGC 2749
Les galaxies NGC 2737 et NGC 2738 sont dans la même région du ciel et elles sont à presque la même distance de la Voie lactée. Elles sont probablement en interaction gravitationnelle. NGC 2737 devrait donc logiquement faire partie du même groupe de galaxies que NGC 2738, le groupe de NGC 2749. Les autres galaxies de ce groupe sont NGC 2730, NGC 2744, NGC 2749, NGC 2764, UGC 4773, UGC 4780 et UGC 4809.
NGC 2737 figure aussi dans une étude publiée en 2013 dans le domaine de l'infrarouge moyen (3,6 à 8,0 μm) portant sur des groupes compacts de galaxies. Deux autres galaxies sont mentionnées avec NGC 2737, soit NGC 2738 et CGCG 121-011. La distance de Hubble de cettte dernière est de 49,89 ± 3,50 Mpc (∼163 millions d'al), très semblable aux distances des galaxies du groupe de NGC 2746. L'ajout de NGC 2737 et de CGCG 121-011 porte donc à dix le nombre de membre du groupe de NGC 2749.